# فولتا كوستاريكا 2014
فولتا كوستاريكا 2014 (بالإسبانية: Vuelta a Costa Rica 2014 )‏ هو سباق دراجات هوائية، وهو الموسم رقم 50 من السباق، وأقيم في 2014، وأقيم خلال الفترة 14 ديسمبر 2014، وحتى 25 ديسمبر 2014، وامتدّ لمسافة 1413.3 كيلومتر، وهو أحد سباقات طواف أمريكا للدراجات 2013–14، وهو من نوع سباق المرحلة، وقد شارك في السباق 95 متسابقاً ووصل إلى نهايته 65 متسابقاً.
فاز فيه بالمركز الأول حزقيال كارلوس روجاس، وبالمركز الثاني سيزار روجاس، وبالمركز الثالث Josué González ‏.

## التصنيف العام النهائي
| \| التصنيف العام \| التصنيف العام \| التصنيف العام \| التصنيف العام \| التصنيف العام \| \| العداء \| العداء \| الفريق \| الوقت \| \| \| ------------- \| --------------------------- \| ------------------------------------- \| ------------- \| ------------- \| \| 1 \| حزقيال كارلوس روجاس \| Frijoles Los Tierniticos-Arroz Halcón‏ \| \| \| \| 2 \| سيزار روجاس \| Frijoles Los Tierniticos-Arroz Halcón‏ \| \| \| \| 3 \| Josué González [الإنجليزية]‏ \| \| \| \| |                     |                                       |       |  |
| |                     |                                       |       |  |
| مصدر: ProCyclingStats |                     |                                       |       |  |
| التصنيف العام |                     |                                       |       |  |
| العداء | العداء              | الفريق                                | الوقت |  |
| 1 | حزقيال كارلوس روجاس | Frijoles Los Tierniticos-Arroz Halcón‏ |       |  |
| 2 | سيزار روجاس         | Frijoles Los Tierniticos-Arroz Halcón‏ |       |  |
| 3 | Josué González ‏     |                                       |       |  |

## وصلات خارجية
- لمحة عن سباق فولتا كوستاريكا 2014 على موقع  ProCyclingStats   (برو  سايكلنج  ستاتس) - إحصاءات  محترفي  الدراجات.
- فولتا كوستاريكا 2014 على موقع إحصائيات الدراجات الإحترافية (الإنجليزية)